# Simó Andreu Trobat
Simó Andreu Trobat, conegut artísticament com a Simón Andreu (Sa Pobla, Illes Balears, 1 de gener de 1941) és un actor mallorquí.

## Biografia
De ben petit, la família Andreu es traslladà a viure a Palma. Simó va iniciar estudis de dret però els deixà per estudiar art dramàtic, els quals va abandonar a vint anys i s'incorporà al món cinematogràfic. Actor de formació autodidacta, el 1959 es trasllada a Madrid on fa un paper curt a Historia de una noche. La seva primera pel·lícula fou el 1961, titulada Cuidado con las personas formales dirigida per Agustín Navarro. Pocs anys després canvià la seva residència a París on començà a fer pel·lícules franceses. La seva intervenció a Un balcón sobre el infierno (1964), coproducció hispanofrancesa, li donà una projecció internacional. Després de la seva estada a París (1964-1971) fixà la seva residència a Madrid, amb viatges constants a altres llocs derivats de la seva activitat com a actor. Actualment segueix residint a Madrid amb la seva muller, Nieves Sagrado. Entre les seves aficions hi ha la lectura, viatjar i passejar per Sa Pobla. El 2003 fou nomenat clamater de les festes de Sant Antoni d'aquesta població.
El seu domini de l'anglès i el francès li va permetre des del principi de la seva carrera, la participació en nombroses coproduccions. La seva filmografia és molt extensa: ha arribat a participar en més de 150 pel·lícules i ha treballat al costat d'artistes com Carlos Larrañaga, Gina Lollobrigida, Stephen Boyd, Renée Zellweger, Antonio Banderas, Assumpta Serna, Julia Gutiérrez Caba, Patsy Kensit, Elsa Pataky, Santiago Segura, Julianne Moore, Colin Firth, Eduardo Noriega, Jeffrey Combs, Fernando Fernán Gómez, Antonio Ferrandis, Amparo Muñoz, Terele Pávez, Dolph Lundgren o Ana Duato entre d'altres.
El 2018 s'estrenà la comèdia negra de TV3 Benvinguts a la família, amb la col·laboració especial de Simón Andreu en el paper d'Eduardo Navarro.

## Filmografia incompleta

### Cinema
- Historia de una noche (1959) de Luis Saslavsky
- El buen amor (1963) de Francisco Reguero
- Un balcón sobre el infierno (1964), de François Villiers (coproducció hispana-francesa)
- Cuidado con las personas formales (1961), d'Agustín Navarro
- Siempre es domingo (1961) de Fernando Palacios
- Golpe de mano (1970), de José Antonio de la Loma
- El hombre del río malo (1971) d'Eugenio Martín
- La casa de las chivas (1972) de León Klimovsky
- The Blood Spattered Bride (1972), de Vicente Aranda
- Los cuatro del Fort Apache (1973) de Giuseppe Rossatti
- La Chica de Via Condotti (1974), de Germán Lorente
- Larga noche de julio (1974), de Lluís Josep Comeron
- Los placeres ocultos (1977) d'Eloy de la Iglesia
- Del amor y de la muerte (1977) d'Antonio Giménez-Rico
- Els senyors de l'acer (Flesh & Blood) (1985) de Paul Verhoeven
- Rèquiem per un camperol (1985) de Francesc Betriu
- El viaje a ninguna parte (1986), de Fernando Fernán Gómez
- Beltenebros (1991) de Pilar Miró
- Souvenir (1994) de Rosa Vergés
- El desafio final (1995) de Ted Kotcheff
- Cuestión de Suerte (1996), de Rafael Moleón
- Adosados (1996) de Mario Camus
- Tu nombre envenena mis sueños (1996), de Pilar Miró
- El color de las nubes (1997) de Mario Camus
- El Mar (2000) d'Agustí Villaronga
- Los amantes búlgaros (2003), d'Eloy de la Iglesia
- Beyond Re-Animator (2003) de Brian Yuzna
- Nerón (2004) de Paul Marcus
- Agents secrets (2004), de Frédéric Schoendoerffer
- Bridget Jones: The Edge of Reason (2004) de Beeban Kidron
- Goya's Ghosts (2006), de Milos Forman
- Savage Grace (2007) de Tom Kalin
- Les cròniques de Nàrnia: el príncep Caspian (2008)
- Sense límits (Little Ashes) (2008) de Paul Morrison
- Ens veiem demà (2009) de Xavier Berraondo
- Prim, l'assassinat del carrer del Turco (2014) de Miguel Bardem

### Televisió
- Amar en tiempos revueltos (2006-2007), segona temporada
- Las chicas del cable (2017)
- Benvinguts a la família (2018)

## Teatre
A part a la seva filmografia cinematogràfica, també en Simó Andreu ha participat en diverses sèries i obres de teatre com:
- Un hombre para la eternidad, de Robert Bold (1969)
- Cena para dos , de la companyia teatral de Xesc Forteza (1979) actuava amb Margaluz.
- La tragicomedia del príncipe Carlos (1980)
- Faust, de Llorenç Villalonga (1997)

## Premis
- El 1991 va rebre el Siurell de Plata del Diari Última Hora.
- El 2005 va rebre el Premi Ramon Llull.
- El 12 de setembre de 2009 va rebre el Premi de la Diada de Mallorca, pel Consell Insular de Mallorca.